# Ursula van Beckum

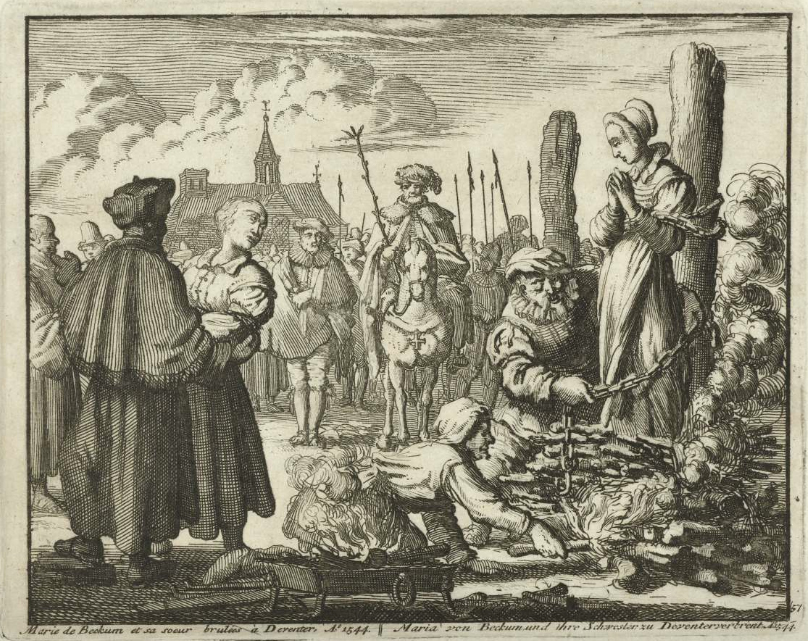
Maria von Beckum (rechts auf Scheiterhaufen) und ihre Schwägerin Ursula von Beckum (die Frau links, die festgehalten wird) bei ihrer Hinrichtung. Illustration von Jan Luyken

Ursula van Beckum (* vor 1520 in Werdum; † 13. November 1544 in Delden; geboren als: Ursula von Werdum) war eine Täuferin und gilt als Märtyrerin der Täuferbewegung. Die Friesin wurde mit ihrer Schwägerin wegen ihres Glaubens verhaftet, einem Verhör unterzogen und anschließend als Ketzerin auf dem Scheiterhaufen verbrannt. Der Tod der beiden Frauen gilt als eine der bekanntesten täuferischen Märtyrergeschichten. Ihre Geschichte ist in mindestens fünf Liedern überliefert.

## Leben

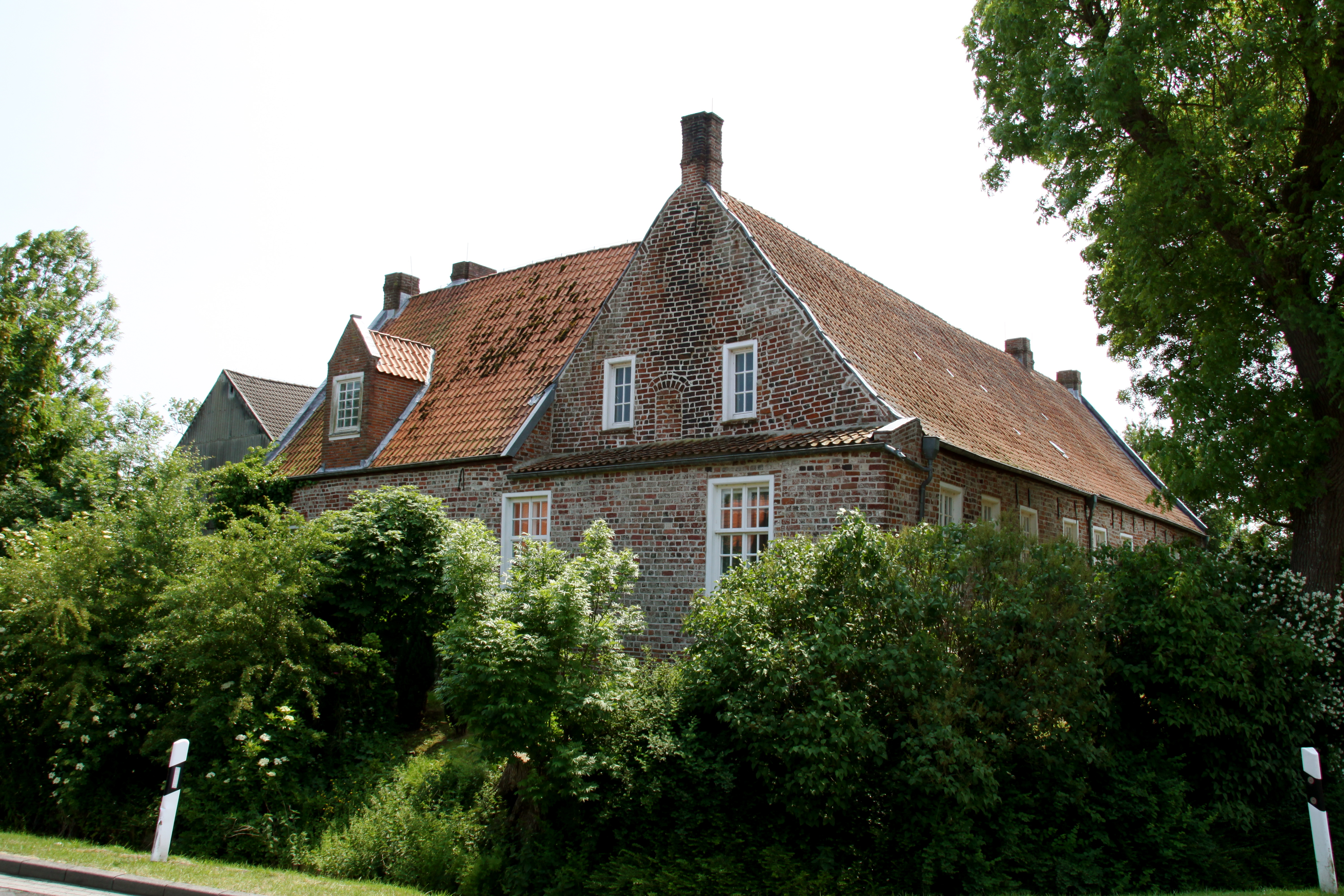
Burg Edenserloog

Ursula von Werdum kam als Tochter des Häuptlings  Ulrich von Werdum († 1530) und Armgard von Fikensolt auf Burg Edenserloog in Ostfriesland zur Welt. Wie die gesamte Region neigte sich auch ihre Familie schon früh dem Protestantismus zu. Vermutlich wurde Ursula lutherisch erzogen.
Ihr jüngerer Bruder, Hero von  Werdum,  (gest.  1572) stand als Vasall des Junkers Balthasar von Esens eine Zeit  lang in geldrischen Kriegsdiensten. Über ihn lernte sie vermutlich ihren späteren Mann, den auf dem Gut Kevelham in der heutigen niederländischen Provinz Overijssel geborenen Adligen Johan Hendrik (Jan III) van Beckum,  kennen. Dieser hatte sich in Geldern dem beginnenden Kampf der Niederländer gegen die zu dieser Zeit dort herrschenden Habsburger angeschlossen und war dabei wohl auch nach Ostfriesland gekommen.

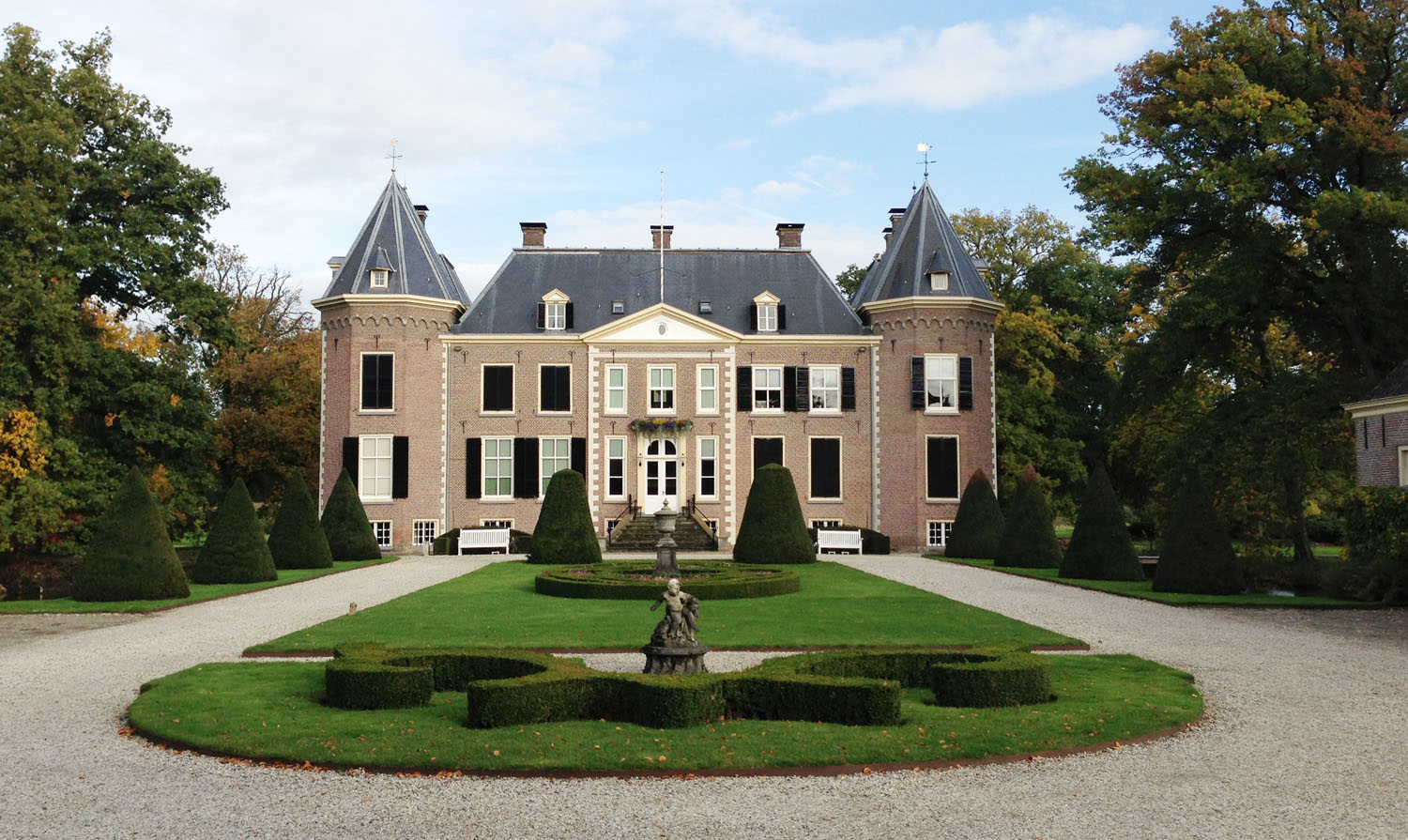
Nijenhuis in Diepenheim heute

Am 12. Juni 1538 heiratete das Paar und zog nach Diepenheim, wo sich die beiden auf dem Gut Nijenhuis niederließen. Die Ehe blieb kinderlos.
Von ihrer Verhaftung sind keine Gerichtsdokumente überliefert. Die wichtigste Informationsquelle zu den Umständen der Festsetzung sind die Märtyrerlieder, die kurz nach ihrem Tod in Umlauf kamen. Demnach war auch Ursulas angeheiratete Familie evangelisch. Ihre Schwägerin, Maria van Beckum, wurde zu einer Anhängerin von David Joris, einer führenden Persönlichkeit des enthusiastischen Flügels der Täuferbewegung des 16. Jahrhunderts. Als ihre Stiefmutter Maria als Wiedertäuferin aus dem Haus warf, floh sie zu Ursula, die sie bei sich in Diepenheim aufnahm. Dort wurden die beiden enge Freundinnen.
Im Jahr 1542 wurden die Täufer in den Niederlanden zu Ketzern erklärt. Laut den Märtyrerliedern wurde der Drost von Twente, Goossen van Raesfelt der Ältere, zwei Jahre später mit der Festnahme Marias beauftragt. In der Geschichte  seiner  Familie  beschuldigt Ulrich von Werdum den Drosten von Twente dagegen, aus Habsucht gehandelt zu haben, um als Verwandter und zweitnächster Erbe des kinderlosen Jan van Beckum in den Besitz der Güter zu gelangen.
Um den 31. Mai 1544 tauchte er nachts auf Gut Nijenhuis auf, warf Maria und die anderen Bewohner aus dem Bett und verfügte die Gefangennahme Marias. Ihre Schwägerin Ursula hatte bis dato keinerlei täuferische Neigungen zu erkennen gegeben, bat aber darum, aus Schwesternliebe mitgehen zu dürfen. Ihr Mann stimmte dem zu.
Der Drost ließ die beiden daraufhin nach Deventer bringen, wo sie vom Statthalter von Overijssel, Maximilian von Egmond und Bruder Grouwel, zu ihrem Glauben verhört wurden. Bruder Grouwel war wahrscheinlich Bernard Gruwel, der Dominikanerprior des Predigerklosters in Zwolle. Im Verhör bestanden Maria und Ursula darauf, dass nur die Erwachsenentaufe bibelkonform sei. Zudem bezweifelten sie, dass Jesus persönlich im Sakrament (Brot und Wein) des Abendmahls anwesend war. Das wurde ihnen als schwere Ketzerei ausgelegt.
Die beiden wurden danach auf Haus Twickel in Delden festgesetzt, das dem Drosten Goossen van Raesfelt gehörte. Den Überlieferungen zufolge wurden sie dort gut behandelt. Angeblich haben sie dort sogar gelegentlich zusammen mit dem Besitzer gegessen. Ihre Brüder, Hicko und Hero von Werdum, setzten sich in dieser Zeit in mehreren Briefen vergeblich für die Freilassung Marias ein. Der Hausherr soll sich bei der Statthalterin der habsburgischen Niederlande, Maria von Ungarn über den drohenden Ton in den Schriftstücken beschwert haben. Angeblich hätten sie sogar 12 Reiter ausgerüstet, um ihre Schwester zu befreien.
Offenbar ratlos, was er nun tun sollte, wandte sich Goossen van Raesfelt schließlich an die Ritterschaft und die Städte von Overijssel. Diese antworteten ihm am 4. August 1544, er solle so handeln, „wie er es vor Gott und der Welt rechtfertigen will“. Heute wird darin eine verschleierte Aufforderung gesehen, ein offenbar vom Gericht in Deventer verhängtes Todesurteil zu vollstrecken. Als auch Maria von Ungarn am 9. September persönlich darauf bestand, beschloss Van Raesfelt, das Urteil zu vollstrecken. Am 13. November 1544 ließ er beide Frauen auf das Galgenfeld gegenüber dem allgemeinen Friedhof zwischen Goor und Delden führen. Neben Vertretern des Gerichts, dem Drosten von Twente und einem kaiserlichen Kommissar des Hofes von Gelderland waren auch ein oder zwei Abgesandte des burgundischen Hofes von Brüssel und ein Vertreter des Hofes von Arnheim anwesend.
Gemäß der Überlieferung stellten sich die beiden Frauen entschlossen dem Feuertod. Zunächst wurde Maria verbrannt. Der Pfarrer von Delden bat Ursula daraufhin, sich vom Irrglauben loszusagen und um Vergebung zu bitten. In diesem Falle würde er für einen vergleichsweise barmherzigen Tod durch das Schwert begnadigen. Ursula weigerte sich und sagte, sie wolle an Marias Herrlichkeit teilhaben. Schließlich wurde sie auf dem Scheiterhaufen festgebunden. Dort sagte sie der Überlieferung zufolge „Mich dünkt, ich falle“, woraufhin der Pfarrer von Delden die Hinrichtung mit den Worten „Halt. Sie will widerrufen“ unterbrach. Ursula entgegnete ihm daraufhin: „Nein. Der Block glitt mir nur aus, ich will nicht in Gottes Wort wanken“.
Aus einem Brief von Jan van Beckum an seine Schwager Hicko und Hero von Werdum vom 11. Dezember 1544 ging hervor, dass er über das Urteil und die Vollstreckung erst nach dem Tod der beiden informiert worden war und dass die Leichen der beiden immer noch nicht beerdigt worden waren, sondern als abschreckendes Beispiel gezeigt wurden. Vermutlich ließen ihre Brüder daraufhin einige Heu- und Getreidehaufen und Scheunen in der Gegend von Deventer anzünden. Die Täter wurden verhaftet, verhört und hingerichtet. Eine Beteiligung der Brüder konnte das Gericht jedoch nicht nachweisen.

## Nachwirkung
Der Tod der beiden Frauen gilt als eine der bekanntesten täuferischen Märtyrergeschichten. Thieleman Janszoon van Braghts Märtyrerspiegel illustriert ihn durch ein Bild. Ihre Geschichte ist in mindestens fünf Liedern überliefert. Bereits Jahr nach ihrem Tod erschien das erste Lied auf Deutsch: Ein new Lied von zweien jungfrawen vom Adell zu Delden, drey meil von Deventer vorbranth (ein neues Lied von zwei adeligen Frauen, in Delden, drei Meilen von Deventer, verbrannt). 1559 erschien zum ersten Mal die Liedersammlung Veelderhande liedekens (Veelderhande Lieder). Darin findet sich das Lied 'Ik heb droefheid vernomen/ Hoe zou ik zijn verblijd', das die Lebensgeschichte der beiden Schwägerinnen thematisiert. 1563 wurde das Lied Droefheid wil ik nu laten staan/ en zingen met verblijden,/ van Marie van Beckum hef ik aan,/ die om Gods woord moest lijden/ in die Sammlung Offer des Heeren. Die beiden niederländischen Lieder wurden später ins Deutsche übersetzt und 1538 in den Ausbund, dem ältesten Gesangbuch der Täuferbewegung, übernommen.